# Masashi Owada
Masashi Owada (født 28. juli 1981) er en tidligere japansk fodboldspiller.
Han har spillet for flere forskellige klubber i sin karriere, herunder Mito HollyHock og Tochigi SC.